# Wahlkreis Treviglio (Camera dei deputati)
Der Wahlkreis Treviglio war von 1993 bis 2005 und ist seit 2017 wieder ein Wahlkreis (italienisch collegio elettorale) für die Wahl der Abgeordnetenkammer.

## Von 1993 bis 2005

### Wahlkreisgebiet
Der Wahlkreis umfasste 25 Gemeinden (Antegnate, Arzago d’Adda, Barbata, Bariano, Brignano Gera d’Adda, Calcio, Calvenzano, Caravaggio, Casirate d’Adda, Castel Rozzone, Cortenova, Covo, Fara Gera d’Adda, Fara Olivana con Sola, Fontanella, Fornovo San Giovanni, Isso, Misano di Gera d’Adda, Morengo, Mozzanica, Pagazzano, Pumenengo, Romano di Lombardia, Torre Pallavicina und Treviglio).

### Wahlergebnisse

#### Parlamentswahl 1994

##### Direktstimmen
| Kandidaten               | Kandidaten              | Parteien                                 | Stimmen | %    |
| ------------------------ | ----------------------- | ---------------------------------------- | ------- | ---- |
|                          | Giovanni Pilogewählt    | Polo delle Libertà (FI – LN – CCD – UdC) | 45.044  | 56,3 |
|                          | Nazario Erbetta         | Progressisti                             | 16.242  | 20,3 |
|                          | Alda Marcella Cologni   | Patto per l’Italia                       | 14.067  | 17,6 |
|                          | Mario Annibale Gandolfi | Alleanza Nazionale                       | 4.682   | 5,8  |
| Gesamt                   | Gesamt                  | Gesamt                                   | 80.035  | 100  |
|                          |                         |                                          |         |      |
| Ungültige Stimmen        | Ungültige Stimmen       | Ungültige Stimmen                        | 4.467   | 5,3  |
| Wähler                   | Wähler                  | Wähler                                   | 84.502  | 94,6 |
| Wahlberechtigte          | Wahlberechtigte         | Wahlberechtigte                          | 89.297  |      |
|                          |                         |                                          |         |      |
| Quelle: Innenministerium |                         |                                          |         |      |

##### Listenstimmen
| Parteien                             | Parteien             | Parteien                           | Stimmen | %    |
| ------------------------------------ | -------------------- | ---------------------------------- | ------- | ---- |
|                                      | Polo delle Libertà   | Forza Italia                       | 20.798  | 25,7 |
| Lega Nord                            | Polo delle Libertà   | 18.938                             | 23,4    |      |
| ↳ Gesamt                             | Polo delle Libertà   | 39.736                             | 49,1    |      |
|                                      | Progressisti         | Partito Democratico della Sinistra | 7.990   | 9,9  |
| Partito della Rifondazione Comunista | Progressisti         | 3.807                              | 4,7     |      |
| Federazione dei Verdi                | Progressisti         | 2.221                              | 2,7     |      |
| Partito Socialista Italiano          | Progressisti         | 1.062                              | 1,3     |      |
| La Rete                              | Progressisti         | 816                                | 1,0     |      |
| ↳ Gesamt                             | Progressisti         | 15.896                             | 19,6    |      |
|                                      | Patto per l’Italia   | Partito Popolare Italiano          | 11.730  | 14,5 |
| Patto Segni                          | Patto per l’Italia   | 4.069                              | 5,0     |      |
| ↳ Gesamt                             | Patto per l’Italia   | 15.799                             | 19,5    |      |
|                                      | Alleanza Nazionale   | Alleanza Nazionale                 | 3.910   | 4,8  |
|                                      | Lista Marco Pannella | Lista Marco Pannella               | 3.010   | 3,7  |
|                                      | Lega Alpina Lumbarda | Lega Alpina Lumbarda               | 2.659   | 3,3  |
| Gesamt                               | Gesamt               | Gesamt                             | 81.010  | 100  |
|                                      |                      |                                    |         |      |
| Ungültige Stimmen                    | Ungültige Stimmen    | Ungültige Stimmen                  | 3.519   | 4,2  |
| Wähler                               | Wähler               | Wähler                             | 84.529  | 94,7 |
| Wahlberechtigte                      | Wahlberechtigte      | Wahlberechtigte                    | 89.297  |      |
|                                      |                      |                                    |         |      |
| Quelle: Innenministerium             |                      |                                    |         |      |

#### Parlamentswahl 1996

##### Direktstimmen
| Kandidaten               | Kandidaten                    | Parteien            | Stimmen | %    |
| ------------------------ | ----------------------------- | ------------------- | ------- | ---- |
|                          | Ettore Pietro Pirovanogewählt | Lega Nord           | 29.558  | 36,9 |
|                          | Maria Moioli Viganò           | Polo per le Libertà | 25.731  | 32,1 |
|                          | Giuseppe D’Acchioli           | L’Ulivo             | 24.747  | 30,9 |
| Gesamt                   | Gesamt                        | Gesamt              | 80.036  | 100  |
|                          |                               |                     |         |      |
| Ungültige Stimmen        | Ungültige Stimmen             | Ungültige Stimmen   | 4.378   | 5,2  |
| Wähler                   | Wähler                        | Wähler              | 84.414  | 92,4 |
| Wahlberechtigte          | Wahlberechtigte               | Wahlberechtigte     | 91.343  |      |
|                          |                               |                     |         |      |
| Quelle: Innenministerium |                               |                     |         |      |

##### Listenstimmen
| Parteien                                          | Parteien                             | Parteien                             | Stimmen | %    |
| ------------------------------------------------- | ------------------------------------ | ------------------------------------ | ------- | ---- |
|                                                   | Lega Nord                            | Lega Nord                            | 27.821  | 34,7 |
|                                                   | Polo per le Libertà                  | Forza Italia                         | 15.867  | 19,8 |
| Alleanza Nazionale                                | Polo per le Libertà                  | 5.529                                | 6,9     |      |
| CCD – CDU                                         | Polo per le Libertà                  | 4.711                                | 5,9     |      |
| ↳ Gesamt                                          | Polo per le Libertà                  | 26.107                               | 32,5    |      |
|                                                   | L’Ulivo                              | Partito Democratico della Sinistra   | 8.695   | 10,8 |
| Popolari per Prodi (PPI – SVP – PRI – UD – Prodi) | L’Ulivo                              | 6.114                                | 7,6     |      |
| Rinnovamento Italiano                             | L’Ulivo                              | 3.068                                | 3,8     |      |
| Federazione dei Verdi                             | L’Ulivo                              | 1.989                                | 2,5     |      |
| ↳ Gesamt                                          | L’Ulivo                              | 19.866                               | 24,7    |      |
|                                                   | Partito della Rifondazione Comunista | Partito della Rifondazione Comunista | 4.669   | 5,8  |
|                                                   | Lista Pannella – Sgarbi              | Lista Pannella – Sgarbi              | 1.453   | 1,8  |
|                                                   | Fiamma Tricolore                     | Fiamma Tricolore                     | 357     | 0,4  |
| Gesamt                                            | Gesamt                               | Gesamt                               | 80.273  | 100  |
|                                                   |                                      |                                      |         |      |
| Ungültige Stimmen                                 | Ungültige Stimmen                    | Ungültige Stimmen                    | 4.141   | 4,9  |
| Wähler                                            | Wähler                               | Wähler                               | 84.414  | 92,4 |
| Wahlberechtigte                                   | Wahlberechtigte                      | Wahlberechtigte                      | 91.343  |      |
|                                                   |                                      |                                      |         |      |
| Quelle: Innenministerium                          |                                      |                                      |         |      |

#### Parlamentswahl 2001

##### Direktstimmen
| Kandidaten               | Kandidaten                 | Parteien           | Stimmen | %    |
| ------------------------ | -------------------------- | ------------------ | ------- | ---- |
|                          | Gianantonio Arnoldigewählt | Casa delle Libertà | 41.598  | 52,9 |
|                          | Lucia Galimberti           | L’Ulivo            | 28.535  | 36,3 |
|                          | Maria Gabriella Bassi      | Lista Di Pietro    | 4.479   | 5,7  |
|                          | Pierluigi Tarenghi         | Democrazia Europea | 4.005   | 5,1  |
| Gesamt                   | Gesamt                     | Gesamt             | 78.617  | 100  |
|                          |                            |                    |         |      |
| Ungültige Stimmen        | Ungültige Stimmen          | Ungültige Stimmen  | 6.499   | 7,6  |
| Wähler                   | Wähler                     | Wähler             | 85.116  | 89,5 |
| Wahlberechtigte          | Wahlberechtigte            | Wahlberechtigte    | 95.124  |      |
|                          |                            |                    |         |      |
| Quelle: Innenministerium |                            |                    |         |      |

##### Listenstimmen
| Parteien                       | Parteien                             | Parteien                               | Stimmen | %    |
| ------------------------------ | ------------------------------------ | -------------------------------------- | ------- | ---- |
|                                | Casa delle Libertà                   | Forza Italia                           | 23.449  | 29,4 |
| Lega Nord                      | Casa delle Libertà                   | 14.858                                 | 18,6    |      |
| Alleanza Nazionale             | Casa delle Libertà                   | 5.662                                  | 7,1     |      |
| CCD – CDU                      | Casa delle Libertà                   | 2.004                                  | 2,5     |      |
| Nuovo PSI                      | Casa delle Libertà                   | 477                                    | 0,6     |      |
| ↳ Gesamt                       | Casa delle Libertà                   | 46.450                                 | 58,2    |      |
|                                | L’Ulivo                              | La Margherita (Dem – PPI – RI – Udeur) | 11.098  | 13,9 |
| Democratici di Sinistra        | L’Ulivo                              | 6.799                                  | 8,5     |      |
| Il Girasole (FdV – SDI)        | L’Ulivo                              | 1.393                                  | 1,7     |      |
| Partito dei Comunisti Italiani | L’Ulivo                              | 1.059                                  | 1,3     |      |
| ↳ Gesamt                       | L’Ulivo                              | 20.349                                 | 25,5    |      |
|                                | Partito della Rifondazione Comunista | Partito della Rifondazione Comunista   | 3.551   | 4,4  |
|                                | Lista Di Pietro                      | Lista Di Pietro                        | 2.815   | 3,5  |
|                                | Partito Pensionati                   | Partito Pensionati                     | 2.699   | 3,4  |
|                                | Lista Emma Bonino                    | Lista Emma Bonino                      | 1.820   | 2,3  |
|                                | Democrazia Europea                   | Democrazia Europea                     | 1.652   | 2,1  |
|                                | Fiamma Tricolore                     | Fiamma Tricolore                       | 379     | 0,5  |
|                                | Basta! – I Liberaldemocratici        | Basta! – I Liberaldemocratici          | 112     | 0,1  |
|                                | Abolizione Scorporo                  | Abolizione Scorporo                    | 41      | 0,1  |
| Gesamt                         | Gesamt                               | Gesamt                                 | 79.868  | 100  |
|                                |                                      |                                        |         |      |
| Ungültige Stimmen              | Ungültige Stimmen                    | Ungültige Stimmen                      | 5.247   | 6,2  |
| Wähler                         | Wähler                               | Wähler                                 | 85.115  | 89,5 |
| Wahlberechtigte                | Wahlberechtigte                      | Wahlberechtigte                        | 95.124  |      |
|                                |                                      |                                        |         |      |
| Quelle: Innenministerium       |                                      |                                        |         |      |

## Von 2017 bis 2020

### Wahlkreisgebiet
Der Wahlkreis umfasste 39 Gemeinden der Provinz Bergamo (Arcene, Bagnatica, Bolgare, Boltiere, Bonate Sopra, Bonate Sotto, Bottanuco, Brembate, Brignano Gera d’Adda, Brusaporto, Calcinate, Canonica d’Adda, Capriate San Gervasio, Carobbio degli Angeli, Castel Rozzone, Cavernago, Chiuduno, Ciserano, Comun Nuovo, Costa di Mezzate, Fara Gera d’Adda, Filago, Gorlago, Grassobbio, Levate, Lurano, Madone, Orio al Serio, Osio Sopra, Osio Sotto, Pognano, Pontirolo Nuovo, Spirano, Telgate, Treviglio, Urgnano, Verdellino, Verdello und Zanica).

### Wahlergebnisse

#### Parlamentswahl 2018
| Kandidaten               | Kandidaten                 | Stimmen | %    | Listen                              | Stimmen | %    |
| ------------------------ | -------------------------- | ------- | ---- | ----------------------------------- | ------- | ---- |
|                          | Cristian Invernizzigewählt | 72.631  | 53,1 | Lega                                | 48.595  | 35,5 |
| Forza Italia             | Cristian Invernizzigewählt | 72.631  | 53,1 | 17.720                              | 13,0    |      |
| Fratelli d’Italia        | Cristian Invernizzigewählt | 72.631  | 53,1 | 5.227                               | 3,8     |      |
| Noi con l’Italia – UDC   | Cristian Invernizzigewählt | 72.631  | 53,1 | 1.089                               | 0,8     |      |
|                          | Gabriele Riva              | 29.219  | 21,4 | Partito Democratico                 | 25.438  | 18,6 |
| +Europa                  | Gabriele Riva              | 29.219  | 21,4 | 2.923                               | 2,1     |      |
| Civica Popolare          | Gabriele Riva              | 29.219  | 21,4 | 446                                 | 0,3     |      |
| Italia Europa Insieme    | Gabriele Riva              | 29.219  | 21,4 | 412                                 | 0,3     |      |
|                          | Vita Maria Macchitella     | 27.063  | 19,8 | Movimento 5 Stelle                  | 27.063  | 19,8 |
|                          | Marco Caglioni             | 3.041   | 2,2  | Liberi e Uguali                     | 3.041   | 2,2  |
|                          | Denise Quaranta            | 1.458   | 1,1  | CasaPound Italia                    | 1.458   | 1,1  |
|                          | Anna Cristina Ferrarese    | 1.126   | 0,8  | Potere al Popolo!                   | 1.126   | 0,8  |
|                          | Roberto Frecentese         | 953     | 0,7  | Il Popolo della Famiglia            | 953     | 0,7  |
|                          | Daniela Deponti            | 740     | 0,5  | Italia agli Italiani (FT – FN)      | 740     | 0,5  |
|                          | Adriano Manni              | 487     | 0,4  | Grande Nord                         | 487     | 0,4  |
|                          | Giuseppe Rainone           | 110     | 0,1  | Partito Repubblicano Italiano – ALA | 110     | 0,1  |
| Gesamt                   | Gesamt                     | 136.828 | 100  |                                     | 136.828 | 100  |
|                          |                            |         |      |                                     |         |      |
| Ungültige Stimmen        | Ungültige Stimmen          | 4.429   | 3,1  |                                     |         |      |
| Wähler                   | Wähler                     | 141.257 | 79,4 |                                     |         |      |
| Wahlberechtigte          | Wahlberechtigte            | 177.797 |      |                                     |         |      |
|                          |                            |         |      |                                     |         |      |
| Quelle: Innenministerium |                            |         |      |                                     |         |      |

## Seit 2020

### Wahlkreisgebiet
| Wahlkreise – Camera dei deputati – Lombardei | Wahlkreise – Camera dei deputati – Lombardei | Wahlkreise – Camera dei deputati – Lombardei |
| Provinz                                      | Provinz                                      | Gemeinden nach Provinzen ⮞ Wahlkreis |
| -------------------------------------------- | -------------------------------------------- | --- |
|                                              | Metropolitanstadt Mailand (133 Gemeinden)    | ↳ Lombardei 1: Teil Mailands ⮞ Wahlkreis Mailand – Bande Nere Teil Mailands ⮞ Wahlkreis Mailand – Buenos Aires – Venezia Teil Mailands ⮞ Wahlkreis Mailand – Loreto 40 ⮞ Wahlkreis Rozzano 31 ⮞ Wahlkreis Legnano 33 ⮞ Wahlkreis Cologno Monzese 17 ⮞ Wahlkreis Sesto San Giovanni ↳ Lombardei 4: 11 ⮞ Wahlkreis Lodi |
|                                              | Provinz Bergamo (243 Gemeinden)              | ↳ Lombardei 2: 36 ⮞ Wahlkreis Lecco ↳ Lombardei 3: 117 ⮞ Wahlkreis Bergamo 90 ⮞ Wahlkreis Treviglio |
|                                              | Provinz Brescia (205 Gemeinden)              | ↳ Lombardei 3: 37 ⮞ Wahlkreis Brescia 46 ⮞ Wahlkreis Desenzano del Garda 112 ⮞ Wahlkreis Lumezzane ↳ Lombardei 4: 10 ⮞ Wahlkreis Cremona |
|                                              | Provinz Como (148 Gemeinden)                 | 66 ⮞ Wahlkreis Como 82 ⮞ Wahlkreis Sondrio |
|                                              | Provinz Cremona (113 Gemeinden)              | alle ⮞ Wahlkreis Cremona |
|                                              | Provinz Lecco (84 Gemeinden)                 | alle ⮞ Wahlkreis Lecco |
|                                              | Provinz Lodi (60 Gemeinden)                  | alle ⮞ Wahlkreis Lodi |
|                                              | Provinz Mantua (64 Gemeinden)                | alle ⮞ Wahlkreis Mantua |
|                                              | Provinz Monza und Brianza (55 Gemeinden)     | 30 ⮞ Wahlkreis Monza 25 ⮞ Wahlkreis Seregno |
|                                              | Provinz Pavia (186 Gemeinden)                | 157 ⮞ Wahlkreis Pavia 29 ⮞ Wahlkreis Lodi |
|                                              | Provinz Sondrio (77 Gemeinden)               | alle ⮞ Wahlkreis Sondrio |
|                                              | Provinz Varese (138 Gemeinden)               | 101 ⮞ Wahlkreis Varese 37 ⮞ Wahlkreis Busto Arsizio |

Der Wahlkreis umfasst 90 Gemeinden der Provinz Bergamo.

### Wahlergebnisse

#### Parlamentswahl 2022
| Kandidaten                          | Kandidaten                 | Stimmen | %    | Listen                                                  | Stimmen | %    |
| ----------------------------------- | -------------------------- | ------- | ---- | ------------------------------------------------------- | ------- | ---- |
|                                     | Alessandro Sortegewählt    | 153.128 | 59,7 | Fratelli d’Italia                                       | 81.865  | 31,9 |
| Lega per Salvini Premier            | Alessandro Sortegewählt    | 153.128 | 59,7 | 46.830                                                  | 18,3    |      |
| Forza Italia                        | Alessandro Sortegewählt    | 153.128 | 59,7 | 22.708                                                  | 8,9     |      |
| Noi Moderati                        | Alessandro Sortegewählt    | 153.128 | 59,7 | 1.725                                                   | 0,7     |      |
|                                     | Gabriele Giudici           | 54.890  | 21,4 | Partito Democratico – Italia Democratica e Progressista | 38.705  | 15,1 |
| Alleanza Verdi e Sinistra           | Gabriele Giudici           | 54.890  | 21,4 | 7.832                                                   | 3,1     |      |
| +Europa                             | Gabriele Giudici           | 54.890  | 21,4 | 7.588                                                   | 3,0     |      |
| Impegno Civico – Centro Democratico | Gabriele Giudici           | 54.890  | 21,4 | 765                                                     | 0,3     |      |
|                                     | Fabio Paganini             | 21.257  | 8,3  | Azione – Italia Viva                                    | 21.257  | 8,3  |
|                                     | Concetta Torrisi           | 15.221  | 5,9  | Movimento 5 Stelle                                      | 15.221  | 5,9  |
|                                     | Gianpaolo Catania          | 4.316   | 1,7  | Italexit per l’Italia                                   | 4.316   | 1,7  |
|                                     | Gian Maria Maddalena Magni | 2.646   | 1,0  | Unione Popolare                                         | 2.646   | 1,0  |
|                                     | Sergio Russo               | 2.431   | 0,9  | Italia Sovrana e Popolare                               | 2.431   | 0,9  |
|                                     | Pierre André Farhat        | 2.401   | 0,9  | Vita                                                    | 2.401   | 0,9  |
|                                     | Donatella Bussolati        | 253     | 0,1  | Noi di Centro – Europeisti                              | 253     | 0,1  |
| Gesamt                              | Gesamt                     | 256.543 | 100  |                                                         | 256.543 | 100  |
|                                     |                            |         |      |                                                         |         |      |
| Ungültige Stimmen                   | Ungültige Stimmen          | 11.566  | 4,3  |                                                         |         |      |
| Wähler                              | Wähler                     | 268.109 | 73,1 |                                                         |         |      |
| Wahlberechtigte                     | Wahlberechtigte            | 366.945 |      |                                                         |         |      |
|                                     |                            |         |      |                                                         |         |      |
| Quelle: Innenministerium            |                            |         |      |                                                         |         |      |